# Anthony Birley
Anthony Richard Birley (8 de outubro de 1937 – 19 de dezembro de 2020) foi um historiador, arqueólogo e acadêmico britânico. Era filho de Margaret Isabel (Goodlet) e do historiador e arqueólogo Eric Birley.

## Início da vida e educação
Anthony Birley era filho do arqueólogo Eric Birley. Eric comprou a casa ao lado do sítio arqueológico Vindolanda, onde Anthony e seu irmão, Robin, começaram a escavar o local. De 1950 a 1955, Anthony estudou no Clifton College, uma escola particular em Bristol, Inglaterra. Estudou clássicos no Magdalen College, Oxford, graduando-se com um Bachelor of Arts (BA) em 1960. Ele permaneceu na Universidade de Oxford, e completou seu doutorado em filosofia em 1966: sua tese de doutorado foi intitulada "O alto comando romano desde a morte de Adriano até a morte de Caracala, com especial atenção às guerras danúbias de M. Aurelius e Commodus".

## Carreira
Birley permaneceu na Universidade de Oxford com uma bolsa Craven de 1960 a 1962, e foi então pesquisador na Universidade de Birmingham. Ele se mudou para a Universidade de Leeds como conferencista, e mais tarde foi promovido a leitor. Foi professor de História Antiga na Universidade de Manchester (1974-1990) e adicionalmente na Universidade de Düsseldorf (1990-2002). Foi Professor Honorário do Departamento de Clássicos e História Antiga da Universidade de Durham.
Foi eleito membro da Sociedade de Antiquários de Londres (FSA) em 1969, e foi membro correspondente do Instituto Arqueológico Alemão (1981) e membro da Nordrhein-Westfälische Akademie der Wissenschaften de 1994 a 2002. 
Birley foi administrador fundador do Vindolanda Trust desde 1970 e permaneceu nessa função até 2016, tendo também atuado como presidente de curadores de 1996 a 2016.

## Publicações selecionadas
- Hadrian's Wall: an illustrated guide. Londres: Her Majesty's Stationery Office (HMSO) (1963).
- Imperial Rome with drawings by the artist. Alan Sorrell Londres: Lutterworth Press (1970)
- Life in Roman Britain (1972)
- Lives of the Later Caesars (1976)
- The Fasti of Roman Britain, Clarendon Press (1981)
- Septimius Severus: The African Emperor (1972, edição revisada 1988)
- Roman Papers, vol. 6, por Ronald Syme, ed. por A. R. Birley (Clarendon Press 1991)
- The People of Roman Britain (1992)
- Marcus Aurelius: a Biography, Londres: Routledge, (1993)
- Anatolica - Studies in Strabo, por Ronald Syme, ed. por A. R. Birley (Oxford: OUP 1995)
- Vindolanda Research Reports (nova série) 6 vols. (1996)
- Hadrian: the Restless Emperor, Londres: Routledge, (1997)
- Eques Romanus - Reiter und Ritter (em alemão) de Michel Stemmler, editado por A. R. Birley (Peter Lang GmbH, 1997)
- Onomasticon to the Younger Pliny, Clarendon Press (2000)
- Garrison Life at Vindolanda: a Band of Brothers, Stroud: Tempus, (2002)
- The Roman Government of Britain (2005)
- Agricola and Germany (2009)